# Svarog Patera
La Svarog Patera è una struttura geologica della superficie di Io.